# サモラ県
サモーラ県（サモーラけん、スペイン語: Provincia de Zamora）は、スペインの県。カスティーリャ・イ・レオン州に属する。同州のレオン県、バリャドリッド県、サラマンカ県、ガリシア州オウレンセ県、またポルトガルに接している。県都はサモーラ。
スペイン語のほかに、一部の地域でレオン語とガリシア語が使われている。

## 地理

### 人口
| サモーラ県の人口推移 1900－2010                         |
|                                                         |
| 出典:INE（スペイン国立統計局）1900年 - 1991年、1996年 - |

## 行政区画
サモーラ県の人口の3分の1が県都サモーラに居住している。

### 主な自治体
| 順位 | 基礎自治体                                   | 人口（2011年） |
| ---- | -------------------------------------------- | -------------- |
| 1    | サモーラ                                     | 65,525         |
| 2    | ベナベンテ                                   | 19,187         |
| 3    | トーロ                                       | 9,649          |
| 4    | モラーレス・デル・ビーノ                     | 2,785          |
| 5    | フエンテサウーコ                             | 1,909          |
| 6    | ビジャラルボ                                 | 1,884          |
| 7    | モラレッハ・デル・ビーノ                     | 1,631          |
| 8    | ビジャルパンド                               | 1,630          |
| 9    | プエブラ・デ・サナブリア                     | 1,573          |
| 10   | サン・クリストーバル・デ・エントレビーニャス | 1,556          |

### 司法管轄区
県内は、5司法管轄区に分けられる。太字は中心自治体。
1. トーロ司法管轄区[6] - アベサーメス、ラ・ボベダ・デ・トーロ、カニサル、カストリージョ・デ・ラ・グアレーニャ、クエルガムーレス、フエンテラペーニャ、フエンテサウーコ、フエンテセカス、フエンテスプレアーダス、グアラーテ、モラーレス・デ・トーロ、エル・ペゴ、ペレアゴンサーロ、ピニージャ・デ・トーロ、ポソアンティグオ、トーロ、バディージョ・デ・ラ・グアレーニャ、バルデフィンハス、バジェーサ・デ・ラ・グアレーニャ、ベスデマルバン、ビジャブエナ・デル・プエンテ、ビジャエスクーサ、ビジャロンソ、ビジャモール・デ・ロス・エスクデーロス、ビジャルドンディエゴ、ビジャベンディミオ
2. サモーラ司法管轄区[7] - アルカニセス、アルファラス・デ・サジャーゴ、アルゴドレ、アルマラス・デ・ドゥエーロ、アルメイダ・デ・サジャーゴ、アンダビーアス、アルセニージャス、アルガニン、アルグヒージョ、アルキジーノス、アスパリエーゴス、ベネヒレス、ベルミージョ・デ・サジャーゴ、ブスティージョ・デル・オーロ、カバーニャス・デ・サジャーゴ、カルバハーレス・デ・アルバ、カルベジーノ、カサセカ・デ・カンペアン、カサセカ・デ・ラス・チャナス、カスーラ、セレシーノス・デル・カリサル、コレーセス、コラーレス・デル・ビーノ、クビージョス、エル・クーボ・デ・ラ・ティエラ・デル・ビーノ、エントラーラ、ファラモンターノス・デ・タバラ、ファリーサ、フェルモセージェ、フェレーラス・デ・アバッホ、フェレーラス・デ・アリーバ、フェレルエーラ、フィゲルエーラ・デ・アリーバ、フォンフリーア、フレスノ・デ・ラ・リベーラ、フレスノ・デ・サジャーゴ、ガジェーゴス・デル・パン、ガジェーゴス・デル・リオ、ガモーネス、ヘマ、ラ・イニエスタ、ハンブリーナ、ロサシーノ、ロサシオ、ルエルモ、エル・マデラル、マドリダーノス、マイーデ、マルバ、マンサナル・デル・バルコ、マティージャ・ラ・セカ、マジャルデ、モラシージョス、モンファラシーノス、モンタマルタ、モラル・デ・サジャーゴ、モラレッハ・デ・サジャーゴ、モラレッハ・デル・ビーノ、モラーレス・デル・ビーノ、モラリーナ、モレルエーラ・デ・ロス・インファンソーネス、モレルエーラ・デ・タバラ、ムエーラス・デル・パン、ムガ・デ・サジャーゴ、オルミージョス・デ・カストロ、パハーレス・デ・ラ・ランプレアーナ、パラシオス・デル・パン、ペレーアス・デ・アバッホ、ペニャウセンデ、エル・ペルディゴン、ペレルエーラ、ペリージャ・デ・カストロ、ピエドライータ・デ・カストロ、エル・ピニェーロ、ピノ・デル・オーロ、ポスエーロ・デ・タバラ、ラバナーレス、ラバノ・デ・アリステ、リオフリーオ・デ・アリステ、ロアーレス、ロエーロス・デ・サジャーゴ、サルセ、サミール・デ・ロス・カーニョス、サン・セブリアン・デ・カストロ、サン・ミゲル・デ・ラ・リベーラ、サン・ペドロ・デ・ラ・ナベ＝アルメンドラ、サン・ビセンテ・デ・ラ・カベサ、サン・ビテーロ、サンタ・クラーラ・デ・アベディージョ、サンタ・エウフェミア・デル・バルコ、サンソーレス、タバラ、トレガモーネス、トーレス・デル・カリサル、トラバソス、バルカバード、ベガラトラーベ、ベニアルボ、ビデマーラ、ビジャデペーラ、ビジャラサン、ビジャルカンポ、ビジャルーベ、ビジャヌエバ・デ・カンペアン、ビジャール・デル・ブエイ、ビジャラルボ、ビジャルディエグア・デ・ラ・リベーラ、ビジャセコ・デル・パン、ビーニャス、サモーラ
3. ベナベンテ司法管轄区[8] - アルクビージャ・デ・ノガーレス、アルコス・デ・ラ・ポルボローサ、アラバルデ、アジョオー・デ・ビドリアーレス、バルシアル・デル・バルコ、ベナベンテ、ブレトー、ブレトシーノ、ブリーメ・デ・ソグ、ブリーメ・デ・ウルス、ブルガーネス・デ・バルベルデ、カルサディージャ・デ・テラ、カマルサーナ・デ・テラ、カストロゴンサーロ、コーモンテ、クーボ・デ・ベナベンテ、フレスノ・デ・ラ・ポルボローサ、フリエーラ・デ・バルベルデ、フエンテ・エンカラーダ、フエンテス・デ・ロペル、グラヌシージョ、マイレ・デ・カストロポンセ、マンガネーセス・デ・ラ・ポルボローサ、マティージャ・デ・アルソン、メルガール・デ・テラ、ミセレセス・デ・ラ・テラ、ミージェス・デ・ラ・ポルボローサ、モラーレス・デ・レイ、モラーレス・デ・バルベルデ、ナビアーノス・デ・バルベルデ、オテーロ・デ・ボーダス、ポブラドゥーラ・デル・バジェ、プエブリカ・デ・バルベルデ、キンタニージャ・デ・ウルス、キルエーラス・デ・ビドリアーレス、サン・クリストーバル・デ・エントレビーニャス、サン・ペドロ・デ・セケ、サンタ・コロンバ・デ・ラス・モンハス、サンタ・クリスティーナ・デ・ラ・ポルボローサ、サンタ・クロージャ・デ・テラ、サンタ・マリーア・デ・ラ・ベガ、サンタ・マリーア・デ・バルベルデ、サンティバーニェス・デ・テラ、サンティバーニェス・デ・ビドリアーレス、サントベニア、ラ・トーレ・デル・バジェ、ウーニャ・デ・キンターナ、ベガ・デ・テラ、ビジャブラサロ、ビジャフェルエーニャ、ビジャヘリス、ビジャナサル、ビジャヌエバ・デ・アソアーゲ、ビジャヌエバ・デ・ラス・ペラス、ビジャベーサ・デ・バルベルデ、ビジャベーサ・デル・アグア
4. プエブラ・デ・サナブリア司法管轄区[9] - アストゥリアーノス、セルナディージャ、コブレーロス、エスパダニェード、ガレンデ、エルミセンデ、フステル、ルビアン、マンサナル・デ・アリーバ、マンサナル・デ・ロス・インファンテス、モレスエーラス・デ・ラ・カルバジェーダ、モンブエイ、ムエーラス・デ・ロス・カバジェーロス、パラシオス・デ・サナブリア、ペドラルバ・デ・ラ・プラデリーア、ペケ、ピーアス、ポルト、プエブラ・デ・サナブリア、レケホ、リオネグロ・デル・プエンテ、ロブレーダ＝セルバンテス、ロシーノス・デ・ラ・レケハーダ、サン・フスト、トレファシオ、ビジャルデシエルボス
5. ビジャルパンド司法管轄区[10] - ベルベール・デ・ロス・モンテス、カニーソ、カストロヌエボ、カストロベルデ・デ・カンポス、セレシーノス・デ・カンポス、コターネス・デル・モンテ、グランハ・デ・モレルエーラ、マンガネーセス・デ・ラ・ランプレアーナ、ポブラドゥーラ・デ・バルデラドゥエイ、プラード、キンタニージャ・デル・モンテ、キンタニージャ・デル・オルモ、レベジーノス、サン・アグスティン・デル・ポソ、サン・エステバン・デル・モラール、サン・マルティン・デ・バルデラドゥエイ、サン・ミゲル・デル・バジェ、タピオーレス、バルデスコリエル、ベガ・デ・ビジャロボス、ビダジャーネス、ビジャファフィラ、ビジャルバ・デ・ラ・ランプレアーナ、ビジャロボス、ビジャルパンド、ビジャマジョール・デ・カンポス、ビジャヌエバ・デル・カンポ、ビジャール・デ・ファジャーベス、ビジャルディガ、ビジャリン・デ・カンポス

## 政治
サモーラ県には上院4議席、下院3議席、そして自治州議会に7議席が割り当てられている。その内訳は、上院では、国民党（PP）が3議席、スペイン社会労働党（PSOE）が1議席、下院では、国民党が2議席、スペイン社会労働党が1議席となっている（2011年11月総選挙の結果）。自治州議会では、国民党が5議席、スペイン社会労働党が2議席となっている。
県議会については定数25議席のうち国民党が15議席、スペイン社会労働党が8議席、統一左翼とサモーラのための独立有権者グループ＝サモーラ住民連合（Agrupación de Electores Independientes por Zamora-Unión del Pueblo Zamorano、ADEIZA-UPZ）がそれぞれ1議席となっている。

## 言語
サモーラ県での主要な言語はカスティーリャ語であり、すべての県民は理解し話すことができるが、県北西部から東、あるいは南方向にかけての一部の地域、サナブリア、ベナベンテ、アリステ、サジャーゴなどの地域ではレオン語が保持されている。また、トゥエーラ川、ビベイ川の渓谷地域のポルト、エルミセンデ、ピーアス、ルビアンなどの自治体ではガリシア語が話されている。